# Rambong (Woyla Timur)
Rambong is een bestuurslaag in het regentschap Aceh Barat van de provincie Atjeh, Indonesië. Rambong telt 162 inwoners (volkstelling 2010).